# Une ville de chiens
Dogtown est le titre d'un épisode de la série télévisée d'animation Les Simpson. Il s'agit du vingt-deuxième et dernier épisode de la vingt-huitième saison et du 618e épisode de la série. Il est diffusé pour la première fois le 21 mai 2017 aux États-Unis.

## Synopsis
À la suite d'un incident menant vers une campagne à succès sur le droit des animaux, Springfield devient une terre d'accueil pour tous les chiens du monde. Très vite, les chiens se réunissent en bandes et prennent le contrôle de la ville...

## Réception
Lors de sa première diffusion l'épisode a attiré 2,15 millions de téléspectateurs.